# Episodi di La città in controluce (quarta stagione)
La quarta stagione della serie televisiva La città in controluce è andata in onda negli Stati Uniti dal 19 settembre 1962 al 29 maggio 1963 sulla ABC.
| nº | Titolo originale                                                 | Prima TV USA      | Titolo italiano | Prima TV Italia |
| -- | ---------------------------------------------------------------- | ----------------- | --------------- | --------------- |
| 1  | Hold for Gloria Christmas                                        | 19 settembre 1962 |                 |                 |
| 2  | Idylls of a Running Back                                         | 26 settembre 1962 |                 |                 |
| 3  | Daughter, Am I in My Father's House?                             | 3 ottobre 1962    |                 |                 |
| 4  | And By the Sweat of Thy Brow...                                  | 10 ottobre 1962   |                 |                 |
| 5  | Kill Me While I'm Young So I Can Die Happy                       | 17 ottobre 1962   |                 |                 |
| 6  | Five Cranks for Winter... Ten Cranks for Spring                  | 24 ottobre 1962   |                 |                 |
| 7  | Go Fight City Hall                                               | 31 ottobre 1962   |                 |                 |
| 8  | Torment Him Much and Hold Him Long                               | 7 novembre 1962   |                 |                 |
| 9  | Make It Fifty Dollars and Add Love to Nona                       | 14 novembre 1962  |                 |                 |
| 10 | A Horse Has a Big Head -- Let Him Worry!                         | 21 novembre 1962  |                 |                 |
| 11 | Dust Devil on a Quiet Street                                     | 28 novembre 1962  |                 |                 |
| 12 | The Virtues of Madame Douvay                                     | 5 dicembre 1962   |                 |                 |
| 13 | King Stanislaus and the Knights of the Round Stable              | 12 dicembre 1962  |                 |                 |
| 14 | Spectre of the Rose Street Gang                                  | 19 dicembre 1962  |                 |                 |
| 15 | Don't Knock It Till You've Tried It                              | 26 dicembre 1962  |                 |                 |
| 16 | Her Life in Moving Pictures                                      | 2 gennaio 1963    |                 |                 |
| 17 | Robin Hood and Clarence Darrow, They Went Out with Bow and Arrow | 9 gennaio 1962    |                 |                 |
| 18 | The Apple Falls Not Far from the Tree                            | 23 gennaio 1963   |                 |                 |
| 19 | Beyond This Place There Be Dragons                               | 30 gennaio 1963   |                 |                 |
| 20 | A Man Without a Skin                                             | 6 febbraio 1963   |                 |                 |
| 21 | Prime of Life                                                    | 13 febbraio 1963  |                 |                 |
| 22 | Bringing Far Places Together                                     | 20 febbraio 1963  |                 |                 |
| 23 | The Highest of Prizes                                            | 27 febbraio 1963  |                 |                 |
| 24 | Alive and Still a Second Lieutenant                              | 6 marzo 1963      |                 |                 |
| 25 | Stop the Parade, a Baby is Crying!                               | 20 marzo 1963     |                 |                 |
| 26 | On the Battlefront, Every Minute Is Important                    | 27 marzo 1963     |                 |                 |
| 27 | Howard Running Bear is a Turtle                                  | 3 aprile 1963     |                 |                 |
| 28 | No Naked Ladies in Front of Giovanni's House!                    | 17 aprile 1963    |                 |                 |
| 29 | Carrier                                                          | 24 aprile 1963    |                 |                 |
| 30 | Color Schemes Like Never Before                                  | 1º maggio 1963    |                 |                 |
| 31 | The S.S. American Dream                                          | 8 maggio 1963     |                 |                 |
| 32 | One, Two, Three, Rita Rakahowski                                 | 15 maggio 1963    |                 |                 |
| 33 | Golden Lads and Girls                                            | 22 maggio 1963    |                 |                 |
| 34 | Barefoot on a Bed of Coals                                       | 29 maggio 1963    |                 |                 |

## Hold for Gloria Christmas
- Prima televisiva: 19 settembre 1962
- Diretto da: Walter Grauman
- Scritto da: Joel Carpenter

### Trama
- Guest star: Lou Gilbert (Blind News Vendor), Richard S. Castellano (barista), Jimmy Little (agente di polizia in ufficio), Candace Hilligoss (Mrs. Harris), Burgess Meredith (Duncan Kleist), Alan Alda (poeta nel bar), Jessica Walter (donna nel bar), Herschel Bernardi (Stanley Dorkner), Eileen Heckart (Mildred Pepper), John Lasell (Sheldon), Barbara Dana (Beverly), Sanford Meisner (Kip Harris), Robert Dryden (medico legale), Henderson Forsythe (dottor Hennickson)

## Idylls of a Running Back
- Prima televisiva: 26 settembre 1962
- Diretto da: John Peyser
- Scritto da: Ernest Kinoy

### Trama
- Guest star: Joe Silver (assistente del procuratore distrettuale Ketton), Sandy Dennis (Eleanor Hubber), Philip Sterling (ufficiale Schulberg), Nancy Wickwire (Norma Rhodes), Aldo Ray (Elvin Rhodes), William Daniels (Harry Culverin), Coley Wallace (Pixie Gates), Bob Romann (Tony Cavalejo)

## Daughter, Am I in My Father's House?
- Prima televisiva: 3 ottobre 1962
- Diretto da: David Lowell Rich
- Scritto da: Shimon Wincelberg

### Trama
- Guest star: Naura Hayden (Actress on Screen), Stanley Kristien (Boy in Theater), Vincent Baggetta (Parking Lot Attendant), Anthony Dearden (attore sullo schermo), Dan Duryea (Clyde Royd), Barbara Harris (Helga Royd), Marco St. John (Dom Capano), Frank Campanella (Capano), Pat De Simone (ragazzo al cinema), Harold Gaetano (ufficiale di polizia), Jimmy Little (agente di polizia in ufficio), Robert Gentile (Boy in Theater), Charles Dierkop (giovane in strada)

## And By the Sweat of Thy Brow...
- Prima televisiva: 10 ottobre 1962
- Diretto da: Irvin Kershner
- Scritto da: Abram S. Ginnes

### Trama
- Guest star: Martin Sheen (Nick), Barbara Barrie (Sarah Hinson), Michael Gorrin (Himmel), Florence Anglin (Mrs. Forrest), Richard Jordan (Jonah), David Clarke (aggressore)

## Kill Me While I'm Young So I Can Die Happy
- Prima televisiva: 17 ottobre 1962
- Diretto da: Denis Sanders
- Scritto da: Abram S. Ginnes

### Trama
- Guest star: Karl Held (assistente del procuratore distrettuale), Franklin Cover (Jergens), Jan Miner (soprintendente), House Jameson (giudice), Maureen Stapleton (Ruth Cullan), Rosetta Bain (Mrs. Arcaro), Joseph Beruh (Joe Arcaro), Tom Geraghty (Winters)

## Five Cranks for Winter... Ten Cranks for Spring
- Prima televisiva: 24 ottobre 1962
- Diretto da: Paul Stanley
- Scritto da: Stirling Silliphant
- Soggetto di: Ed Lacy

### Trama
- Guest star: Richard Roat (dottor Lee Harper), Sid Raymond (barista), Remo Pisani (Bookie), Robert Weil (prigioniero), Robert Duvall (Johnny Meigs), Herschel Bernardi (Gus Slate), Shirley Knight (Kathy Meigs), Ludwig Donath (Doc Benton), Hy Anzell (Muzzo), Stefan Gierasch (Weller), Maxwell Glanville (Lars), Pete Gumeny (Handler), Jimmy Little (agente di polizia in ufficio), Charles Dierkop (sospetto)

## Go Fight City Hall
- Prima televisiva: 31 ottobre 1962
- Diretto da: David Lowell Rich
- Scritto da: Ben Maddow

### Trama
- Guest star: Arnold Soboloff (Giacovetti), Sally Gracie (Leona McGrath), Lou Criscuolo (conducente), Joseph Leon (barista), Joseph Buloff (cameriere), George Rose (George McGrath), Carmine Caridi (assistente conducente)

## Torment Him Much and Hold Him Long
- Prima televisiva: 7 novembre 1962
- Diretto da: Robert Gist
- Scritto da: Stirling Silliphant

### Trama
- Guest star: Murray Matheson (Harold Lowenson), Jesse White (Harold Slate), Donnie Melvin (Keith Sonners), Eddie Hyans (Cab Criver), Robert Duvall (Barney Sonners), Sandy Baron (Charlie Briggs), Barbara Loden (Penny Sonners), Alfred Ryder (Link Toland), Dan Morgan (Hanson)

## Make It Fifty Dollars and Add Love to Nona
- Prima televisiva: 14 novembre 1962
- Diretto da: George Sherman
- Scritto da: Shimon Wincelberg

### Trama
- Guest star: Roxanne Arlen (Nona Kovar), Luther Adler (Kovar), Alex Cord (Nick Kovar), William Lanteau (Chiles), Ed Begley (Jimmy Fenton), Grania O'Malley (Mrs. Kitchwell)

## A Horse Has a Big Head -- Let Him Worry!
- Prima televisiva: 21 novembre 1962
- Diretto da: Denis Sanders
- Scritto da: Abram S. Ginnes

### Trama
- Guest star: Tommy Norden (Blind Boy), Ava Marie Megna (Helen), Lawrence Provost (Kid Leader), Rene Olmeda (Blind Boy), Diahann Carroll (Ruby Jay), Sorrell Booke (Leventhal), Audra Lindley (Mrs. Denton), John Megna (Harold Denton), Graham Jarvis (Denton), Lou Gilbert (Green), Luke Halpin (ragazzo), Vivian Hernandez (ragazza cieco), Philip Visco (ragazzo cieco)

## Dust Devil on a Quiet Street
- Prima televisiva: 28 novembre 1962
- Diretto da: George Sherman
- Scritto da: Howard Rodman
- Soggetto di: Anthony Lawrence

### Trama
- Guest star: Sylvia Davis (donna), Arnold Soboloff (cameriere), John C. Becher (uomo d'affari), Ed Preble (uomo d'affari), Richard Basehart (Lester Bergson), Robert Walker, Jr. (Neil McCaw), Barbara Barrie (Marcia Komack), Peter Helm (Ken Elson), Martin Sheen (inserviente al bancone), Ken Kercheval (studente)

## The Virtues of Madame Douvay
- Prima televisiva: 5 dicembre 1962
- Diretto da: Robert Gist
- Scritto da: Paula Fox

### Trama
- Guest star: Harold Gaetano (ufficiale di polizia), Michael Enserro (Vegetable Vendor), George S. Irving (Butcher), Harold Gary (soprintendente), Denise Darcel (Madeline Douvay), Chana Eden (Angelique), Nico Minardos (Moktir), Claude Dauphin (Roger Douvay), Francois Flamano (Marius), Robert Dryden (medico legale), Peter Xantho (titolare del negozio)

## King Stanislaus and the Knights of the Round Stable
- Prima televisiva: 12 dicembre 1962
- Diretto da: James Sheldon
- Scritto da: Abram S. Ginnes

### Trama
- Guest star: Rosetta Bain (Mrs. Arcaro), Joanna Merlin (Gloria Werminski), Michael Gorrin (padre Thaddeus), Sybil Bowan (Mrs. Comely), Jack Klugman (Pete Kannick), John Larch (Steve Werminski), Boris Tumann (Butcher)

## Spectre of the Rose Street Gang
- Prima televisiva: 19 dicembre 1962
- Diretto da: James Sheldon
- Scritto da: Alvin Sargent, Jerry Gruskin

### Trama
- Guest star: Bethel Leslie (Amy Langan), Joseph Sullivan (Arthur Flake), Otto Lohmann (Jelly Yates), Patricia Wheel (Eleanor Corran), Jack Warden (Sam Langan), Carroll O'Connor (Tony Corran), Roger C. Carmel (Al Gurdine), Ludmila Toretzka (Mrs. Doxoras)

## Don't Knock It Till You've Tried It
- Prima televisiva: 26 dicembre 1962
- Diretto da: Alex March
- Scritto da: Joel Carpenter

### Trama
- Guest star: Leonard Elliott (Dance Instructor), Lou Criscuolo (Tyrone), Ralph Roberts (portiere), Douglas Paul (Cabbie), Walter Matthau (dottor Max Lewine), Sally Gracie (Bixie), Joan Copeland (Beverly Lewine), Patricia Englund (Meredith), Dorothy Sands (madre), Cynthia Belgrave (Cleaning Lady), Al Toigo (Walter)

## Her Life in Moving Pictures
- Prima televisiva: 2 gennaio 1963
- Diretto da: George Sherman
- Scritto da: Howard Rodman, Sidney Boehm

### Trama
- Guest star: House Jameson (Whitworth), Frances Heflin (Josephine Hendon), Irene Windust (Mrs. Whitworth), Richard Nichols (Butler), Bradford Dillman (Roger Fallon), Eileen Heckart (Virginia Cort), Harold Gaetano (ufficiale di polizia)

## Robin Hood and Clarence Darrow, They Went Out with Bow and Arrow
- Prima televisiva: 9 gennaio 1962
- Diretto da: Stuart Rosenberg
- Scritto da: Abram S. Ginnes

### Trama
- Guest star: Michael Parks (Tank), Sylvia Miles (donna), Toni Tucci (donna), Ralph Stantley (Liquor Rep), Eddie Albert (Earl Johannis), Harry Davis (Harry Abraham), Christopher Walken (Chris Johannis), Paul O'Keefe (Jack Johannis), Theo Goetz (vecchio), Arlene Golonka (Carol), Henry Lascoe (McNeil), Michael Strong (Henry), Michael Baseleon (Blair), Alix Elias (Carhop), Ellen Madison (Gaby), Frank Tweddell (insegnante)

## The Apple Falls Not Far from the Tree
- Prima televisiva: 23 gennaio 1963
- Diretto da: William Graham
- Scritto da: Arnold Perl, Lester Pine

### Trama
- Guest star: John D. Seymour (Ansted), Robert Fitzsimmons (portiere), Carmen Cardi (addetto all'ascensore), Claudia Morgan (Mrs. Ansted), Keir Dullea (Les Gerard), Roy Poole (Wells), Alexander Scourby (Walter Gerard), Mart Hulswit (Ron), Louise Platt (Eileen Gerard), Ralph Williams (Buddy), Gar Smith (portiere), Michael Dana (gangster)

## Beyond This Place There Be Dragons
- Prima televisiva: 30 gennaio 1963
- Diretto da: George Sherman
- Scritto da: Shimon Wincelberg

### Trama
- Guest star: Charles Tyner (Veyo), Richard Shepard (soldato), Jimmy Little (agente di polizia in ufficio), Louis Zorich (Manos), Frank Gorshin (Alan Starkie), Hilda Brawner (Polly), Val Avery (Franco), Sorrell Booke (Fentus), Barry Newman (tassista)

## A Man Without a Skin
- Prima televisiva: 6 febbraio 1963
- Diretto da: George Sherman
- Scritto da: Abram S. Ginnes

### Trama
- Guest star: Jimmy Little (sergente Higgins), Barbara Hayes (Carlotta Corbin), Kenneth Konopka (Tear Gas Cop), John Dorman (Charlie), George Segal (Jerry Costell), Gabriel Dell (Willie Corbin), Dana Elcar (Al Boris), Paul Larson (Hank Mulvaney), Carolyn Groves (Diane), James Pritchett (poliziotto)

## Prime of Life
- Prima televisiva: 13 febbraio 1963
- Diretto da: Walter Grauman
- Scritto da: Stirling Silliphant

### Trama
- Guest star: Chris Gampel (Warden Darrell), Clifford Cothren (guardia), Charles Braswell (reporter), Brendan Fay (Witness), Barnard Hughes (Older Reporter), Gene Hackman (Jasper), Dort Clark (Tom Hanson), Richard Hamilton (Phillip Hames), Russell Hardie (Chief Guard), George L. Smith (tenente Otel), Jack Stamberger (padre Donovan), Howard Wierum (giudice), Charles Dierkop (Symphony Audience Member)

## Bringing Far Places Together
- Prima televisiva: 20 febbraio 1963
- Diretto da: Irvin Kershner
- Scritto da: Howard Rodman

### Trama
- Guest star: Coco Ramirez (Isabel Socorro), Albert Henderson (agente di polizia), John S. Ragin (Warstein), Zvee Scooler (Aaron), Alejandro Rey (Jaime Socorro), Victor Janquera (Patillas), Lawrence Fletcher (Deputy Commissioner Belding)

## The Highest of Prizes
- Prima televisiva: 27 febbraio 1963
- Diretto da: James Sheldon
- Scritto da: Arnold Perl
- Soggetto di: Lewis Reed, Anthony Wilson

### Trama
- Guest star: Joan Potter (Myra Calder), M'el Dowd (Laura Haynes), Dan Morgan (giurato), Duke Farley (giurato), Robert Culp (Richard Calder), Jean Stapleton (Mrs. Trellis), Joanne Linville (Eunice Vail), Akim Tamiroff (Emil Pappas), Gerald S. O'Loughlin (Hackett), Ben Yaffee (giurato)

## Alive and Still a Second Lieutenant
- Prima televisiva: 6 marzo 1963
- Diretto da: Ralph Senensky
- Scritto da: Shimon Wincelberg

### Trama
- Guest star: House Jameson (Terwilliger), Hilda Brawner (Paula Doremus), Joseph Leon (Moegli), Luis Van Rooten (Binks), Robert Sterling (Jason Colwell), Jon Voight (Victor Binks), Allan Rich (tassista)

## Stop the Parade, a Baby is Crying!
- Prima televisiva: 20 marzo 1963
- Diretto da: William Graham
- Scritto da: Abram S. Ginnes

### Trama
- Guest star: Alex Cord (Dick Wilks), Diana Hyland (Vivian North), Leigh Wharton (Earl), Lily Lodge (Olga), James Patterson (Phil North), Jack Klugman (Arthur Crews), Parker McCormick (barista)

## On the Battlefront, Every Minute Is Important
- Prima televisiva: 27 marzo 1963
- Diretto da: Robert Ellis Miller
- Scritto da: Howard Rodman
- Soggetto di: Alden Schwimmer

### Trama
- Guest star: John Dutra (Phillip Seaver), Maggie O'Neill (Lee Chain), James Dukas (camionista), Lloyd Hubbard (Jelgava), David Janssen (Carl Ashland), Kurt Kasznar (Corsica), Leonardo Cimino (Sid Kitka), Sid Raymond (addetto all'ascensore)

## Howard Running Bear is a Turtle
- Prima televisiva: 3 aprile 1963
- Diretto da: Harry Harris
- Scritto da: Alvin Sargent

### Trama
- Guest star: Pete Gumeny (Castigan), Anita Dangler (Maidie Craven), Mickey Freeman (barista), Doris Rich (Mrs. Highmark), Piper Laurie (Marie Highmark), Perry Lopez (Howard Running Bear), Juano Hernández (Oscar Loon), Paul Richards (Joseph Highmark), Cicely Tyson (Darlene Knox), William Le Massena (Thomanini), Chet London (George Masters), Carolyn Brenner (Landlady)

## No Naked Ladies in Front of Giovanni's House!
- Prima televisiva: 17 aprile 1963
- Diretto da: Ralph Senensky
- Scritto da: Abram S. Ginnes

### Trama
- Guest star: Joe Silver (Dean of Admissions), Gerry Matthews (Brain Trust), Tom Brannum (Brain Trust), Fay Bernard (Mrs. Carrari), Harry Guardino (Ben Giovanni), Marisa Pavan (Francesca), Al Lewis (Mr. Carrari), Augusta Merighi (Celia), Jonathan Lippe (Brain Trust), Tom Slater (Brain Trust)

## Carrier
- Prima televisiva: 24 aprile 1963
- Diretto da: James Sheldon
- Scritto da: Ernest Kinoy

### Trama
- Guest star: Estelle Evans (Crossing Guard), Sam Gray (Sol Chaplin), Bibi Osterwald (Grace), John Horn (Freddy Eauchant), Sandy Dennis (Lorraine Kirshwood), Donnie Melvin (Joey Dunnahan), Bruce Gordon (dottor Sorensteen), Anthony Zerbe (Phil Karshow), Peter Morelli (Alan)

## Color Schemes Like Never Before
- Prima televisiva: 1º maggio 1963
- Diretto da: Ralph Senensky
- Scritto da: Alvin Sargent

### Trama
- Guest star: Eugene Roche (George), Neva Patterson (Miss Morley), David Hooks (Arnold), Remo Pisani (Nicholas), Lou Antonio (Charlie Tepperoni), Carol Eve Rossen (Gladys Hopper), Johnny Seven (Carmine Tepperoni), Ron Weyland (Lester)

## The S.S. American Dream
- Prima televisiva: 8 maggio 1963
- Diretto da: Allen H. Miner
- Scritto da: Frank R. Pierson

### Trama
- Guest star: Michael Dana (Roark), Charles Tyner (Apples), Charles Gilfeather (ufficiale Jarman), Gretchen Wyler (Ruth), John Larch (George Paraskis), Madeleine Sherwood (Grace Paraskis), Percy Rodriguez (Millard Jeffers), Roger C. Carmel (Quist), Edward Whaley (Robby Jeffers), Joe Santos (uomo in strada)

## One, Two, Three, Rita Rakahowski
- Prima televisiva: 15 maggio 1963
- Diretto da: Robert Ellis Miller
- Scritto da: Joel Carpenter

### Trama
- Guest star: Richard Ward (Nova Scotia), Alice Ghostley (Clara), Marilyn Lovell (Miss Tilton), Lou Criscuolo (Tomasola), Anthony Franciosa (Gorilla), Carol Eve Rossen (Rita Rakahowski), Nehemiah Persoff (Griffin), Howard Mann (ufficiale Durkin)

## Golden Lads and Girls
- Prima televisiva: 22 maggio 1963
- Diretto da: William Graham
- Scritto da: Ernest Kinoy

### Trama
- Guest star: Harold Gary (Gatilla), Fred J. Scollay (dottor Winford), Patti Keefer (Sally Lanning), Irene Kane (Miss Hilton), Elizabeth Allen (Laura Lanning), Norma Connolly (Pearl Wystemski), Mike Kellin (Louis Wystemski), Murray Matheson (Martin Hilliard), Tom Bosley (giudice), Robert Webber (Gordon Lanning), Anna Berger (Miss Delahanty), Sam Greene (tenente dei pompieri), Lincoln Kilpatrick (ufficiale pubblico), Jessica Walter (cameriera)

## Barefoot on a Bed of Coals
- Prima televisiva: 29 maggio 1963
- Diretto da: James Sheldon
- Scritto da: Shimon Wincelberg)

### Trama
- Guest star: Mickey Freeman (Costumer), Mitchell Ryan (Paul Tamarind), Mel Stuart (uomo in strada), John C. Becher (reporter), Elizabeth Allen (Ola Martin), Dustin Hoffman (Finney), Steven Hill (Stanley Walenty), Zohra Lampert (Clara Espuella), Henry Lascoe (Quale), Ramon Bieri (agente di polizia)